# Milcah Chemos Cheywa
Milcah Chemos Cheywa (Bugaa, 24 de fevereiro de 1986) é uma atleta meia-fundista, campeã mundial e medalhista olímpica queniana.
Campeã mundial dos 3000 metros com obstáculos em Moscou 2013, ela tem mais duas medalhas de prata em campeonatos mundiais, Berlim 2009 e Daegu 2011. Foi medalha de bronze olímpica da prova nos Jogos de Londres 2012.